# ローズ・ガーデン (リン・アンダーソンの曲)
「ローズ・ガーデン」（Rose garden）は、ジョー・サウスが1969年に発表したカントリーのスタンダード・ナンバー。カントリーのリン・アンダーソン盤が同年全米3位を記録し、カントリー・チャートでは第1位を4週間記録した。1969年当時、チャート・レコードに在籍していたリンはレコード制作者のグレン・サットンと結婚、これを機にコロンビア・レコードに移籍後に出した最初のビッグ・ヒットとなった。

## 解説
作者のジョー・サウスはアルバム『Introspect』(1968年)に「ローズ・ガーデン」を収録した。Freddy Weller, Billy Joe Royalなどが録音したが、ナッシュビルでレコード制作に携わっていたグレン・サットンは妻のリン・アンダーソンに録音させたが、シングルとしてリリースすることを拒否し他の曲を検討していたところ、当時、コロンビア・レコードの社長であったクライヴ・デイヴィスが気に入りリリースが決定し、最終的に全米3位、カントリーチャートでは第1位を記録、同名のアルバムもゴールド・ディスクを獲得, イギリスでも3位を記録、リン・アンダーソンの最大のヒットとなり1971年度カントリー部門で最優秀女性歌唱賞を受賞した。リン・アンダーソンはこの後1980年までコロンビア・レコードに在籍し1973年にはカーペンターズの「トップ・オブ・ザ・ワールド」をカントリーチャートで2位、ポップチャートでも74位を記録。カントリーシンガー,Liz Andersonの娘でもあったリンは1990年までにカントリーチャートで60曲を超すヒットをだし、。ポップチャートにも10曲がチャート・インするなどポップ・カントリー・シンガーとして活躍した。

## 主要なカヴァー
- スリー・ディグリーズ（1970）
- グレン・キャンベル（1971）
- ロレッタ・リン(1971)
- アンディ・ウィリアムス（1971）
- ジョニー・マティス（1971）
- 南沙織（1971）
- k.d.ラング＆ザ・リクラインズ (1987)